# Ribeira Grande (Ribeira Grande)
Ribeira Grande é um curso de água português localizado no concelho da Ribeira Grande, ilha de São Miguel, arquipélago dos Açores.
Este curso de água, um dos maiores da ilha e que dá nome a uma localidade, à Cidade e concelho da Ribeira das Grande, drena uma bacia hidrográfica muito extensa com início a cerca de 800 metros de altitude.
Recebe vários afluentes que procedem à drenagem da elevação da Cumeeira e do Monte Escuro e das Lombadas. Desagua no Oceano Atlântico, na costa Norte da ilha depois de atravessar o concelho da Ribeira Grande.